# Ophiothrix deposita
Ophiothrix deposita is een slangster uit de familie Ophiotrichidae.
De wetenschappelijke naam van de soort werd in 1904 gepubliceerd door René Koehler.